# Antonín Cebuský
Antonín Cebuský, někdy též Antonín Vlastimil Cebuský, pseudonym Zásmucký (23. května 1816 Zásmuky - 10. března 1884 Vídeň), byl český a rakouský úředník, spisovatel odborné literatury a osvětový pracovník.

## Život
Antonín Cebuský se narodil v Zásmukách u Kouřimi do rodiny kováře Jan Cebuského a jeho ženy Kateřiny rodem Tesařové z Vršic. V rodném městě navštěvoval českou národní školu a následně byl rodiči poslán do Prahy, kde navštěvoval hlavní německou školu u Piaristů, na níž absolvoval ještě dva ročníky čtvrté třídy a následně pokračoval ve studiu v letech 1835-1838 na tehdejší pražské technice, kde absolvoval s nejlepším prospěchem. Kromě těchto řádných studií navštěvoval ještě ze své pilnosti pražskou universitu, na které navštěvoval přednášky o české řeči a literatuře u profesora Vávry, o všeobecné vědě vychovatelské u prof. Padlesáka, o hospodářství u prof. Lumbeho a o praktické geometrii u prof. Bittnera. Po zdárném absolvování univerzitních studií působil jako vychovatel a učitel v rodině knížat Lichtenštejnských.

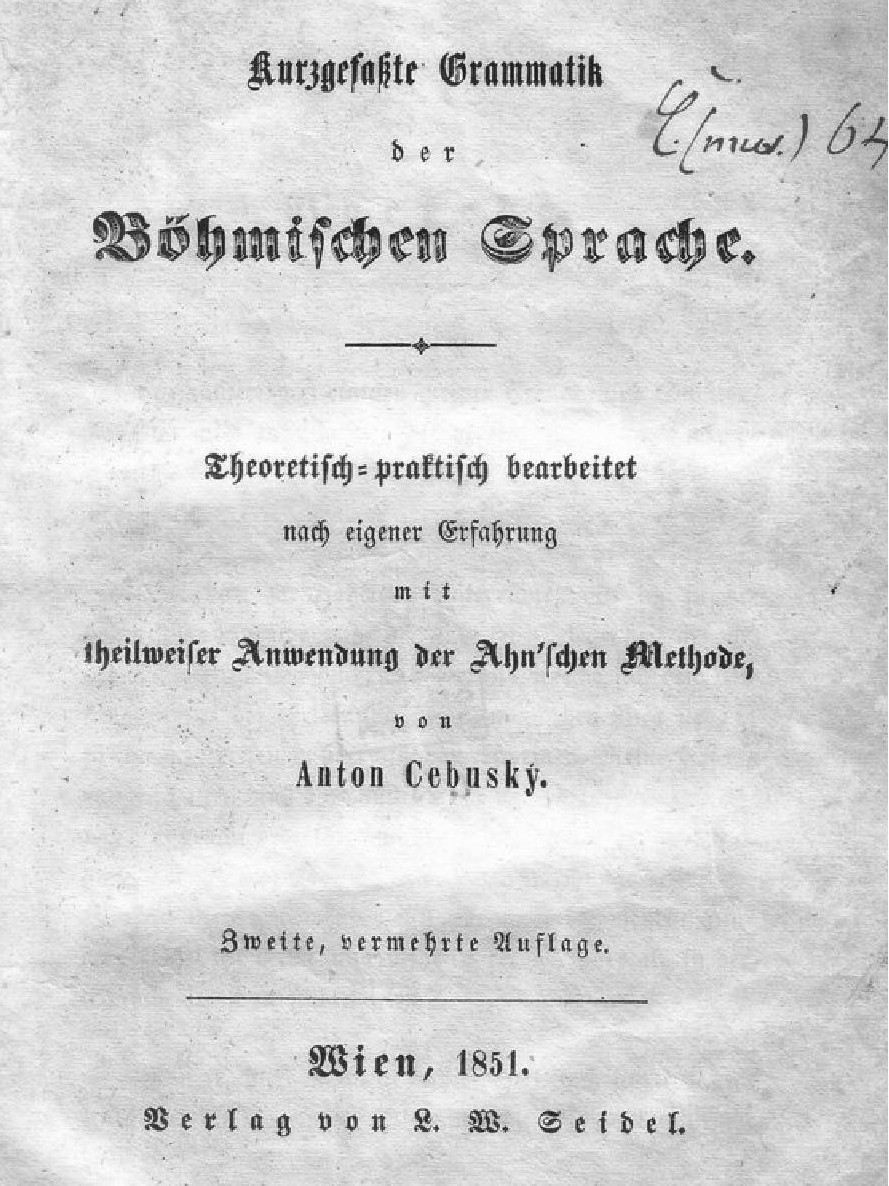
Česká mluvnice pro Němce, napsal Antonín Cebuský v roce 1849

V roce 1839 odešel do Vídně, kde od dubna toho samého roku nastoupil do dvorní vojenské účtárny jako praktikant a později se tam stal jejím vrchním radou. Po dobu vídeňského působení Cebuský aktivně pracoval v českém a slovanském hnutí a již před rokem 1848 psal pod pseudonymem „Zásmucký“ do tehdejších českých listů Květy, Včela, Týdeník moravský a jiných, o poměrech Čechů ve Vídni. V roce 1849 napsal učebnici Česká mluvnice pro Němce, podle které se vyučovalo na různých školách v celé monarchii, zejména pak na vojenské akademii ve Vídeňském Novém Městě a studoval z ní i korunní princ Rudolf. Ve Vídni samé byl spolupracovníkem listu Vídeňský posel; zde také v březnu roku 1884 zemřel.